# Wolfgang Wenzel
Wolfgang Wenzel, född 4 oktober 1929 i Sonneberg, död där 12 februari 2021, i  var en tysk astronom.
Minor Planet Center listar honom som W. Wenzel och som upptäckare av 1 asteroid.
Tillmannans med astronomerna Arthur König och Gerhard Jackisch upptäckte han asteroiden 3815 König.
Asteroiden 58607 Wenzel är uppkallad efter honom.